# نندلن
نندلن (به لاتین: Nendeln) یک زیستگاه انسانی در لیختن‌اشتاین است که در اشن واقع شده‌است.

## خصوصیات
نندلن ۱٬۳۵۷ نفر جمعیت دارد و ۴۵۰ متر بالاتر از سطح دریا واقع شده‌است.